# 侏鶴鴕
侏鹤鸵（学名：Casuarius bennetti），是鹤鸵目鹤鸵科的一种鸟类。

## 特征
侏鹤鸵体重34999.99克，翼长216.8毫米，嘴峰长73.8毫米，喙宽度10.8毫米，喙厚度16.1毫米，跗蹠长260毫米，尾长318.8毫米。侏鹤鸵在其分布区内为留鸟，其栖息在密集的高大的树木组成的森林中。食性为草食性，主要食物来源是水果。

## 分布
新几内亚、雅本岛和新不列颠岛。